# Metamorphose (Zoologie)
Die Metamorphose (altgriechisch μεταμόρφωσις metamórphōsis „Umgestaltung, Verwandlung, Umwandlung“), auch Metabolie(μεταβολή metabolḗ „Veränderung“), ist in der Zoologie die Umwandlung der Larvenform zum Adultstadium, dem geschlechtsreifen, erwachsenen Tier (Gestaltwandel). Der Begriff bezieht sich speziell auf Tiere, deren Jugendstadien in Gestalt und Lebensweise vom Adultzustand abweichen. Bei der Metamorphose werden die larvalen Organe resorbiert oder abgestoßen und die vorhandenen Anlagen der Adultorgane zur Funktionsfähigkeit entwickelt. Hormone steuern die vielfältigen Vorgänge (bei Wirbeltieren durch die Schilddrüse).

Bei den älteren Larven (Kaulquappen) der Froschlurche wird der Beginn der Metamorphose zuerst mit dem Erscheinen des hinteren Beinpaares (b) äußerlich sichtbar. Anschließend folgen u. a. das vordere Beinpaar, die Umformung des Maules und der Augen, die allmähliche Resorption des Schwanzes sowie die Umstellung auf Lungenatmung.

## Formen der Metamorphose bei Tieren
- Die kontinuierliche Metamorphose erfolgt während der gesamten nachembryonalen Entwicklung – Abbauprozesse spielen dann eine geringe Rolle (z. B. die Anamerie bei Krebsen).
- Die katastrophale Metamorphose stellt den Übergang vom letzten Larven- zum Adultstadium dar. Dabei werden große Teile des Larvenkörpers abgeworfen oder zurückgebildet (Beispiel: Pluteus-Larve des Seeigels). Der tiefgreifende Umbau erfolgt häufig in einem zur Nahrungsaufnahme unfähigen, unbeweglichen Puppenstadium.

Klassische Beispiele von Tiergruppen mit Metamorphose sind die Froschlurche (Umwandlung der aquatischen Kaulquappe zur terrestrischen Form) und die Insekten (z. B. die Umwandlung einer Raupe über die Insektenpuppe zum Schmetterling). Der Begriff Metamorphose steht nicht für die gesamte Ontogenese einschließlich der embryonalen Phase, sondern bezieht sich in der Regel nur auf den Übergang vom Larvenstadium zum Adultstadium.

### Hemimetabole Insekten
Bei vielen Insekten wird auch eine allmähliche Metamorphose (Hemimetabolie) beobachtet, mit den Typen Epimetabolie, Prometabolie, Heterometabolie und Neometabolie. Bei ihnen gibt es kein Puppenstadium, sondern es bilden sich beispielsweise larveneigene Merkmale der Flügel- und Genitalanlagen schrittweise in Richtung auf die imaginale Endstufe um oder die äußeren Anlagen entstehen erst spät, so dass flügellose Larven und flügeltragende Pronymphen- und Nymphenstadien unterschieden werden. Die hemimetabolen Insekten durchlaufen kein Raupenstadium, sondern die juvenilen Nymphen wachsen heran und verwandeln sich dabei in adulte Tiere, wobei sie sich mehrfach häuten.

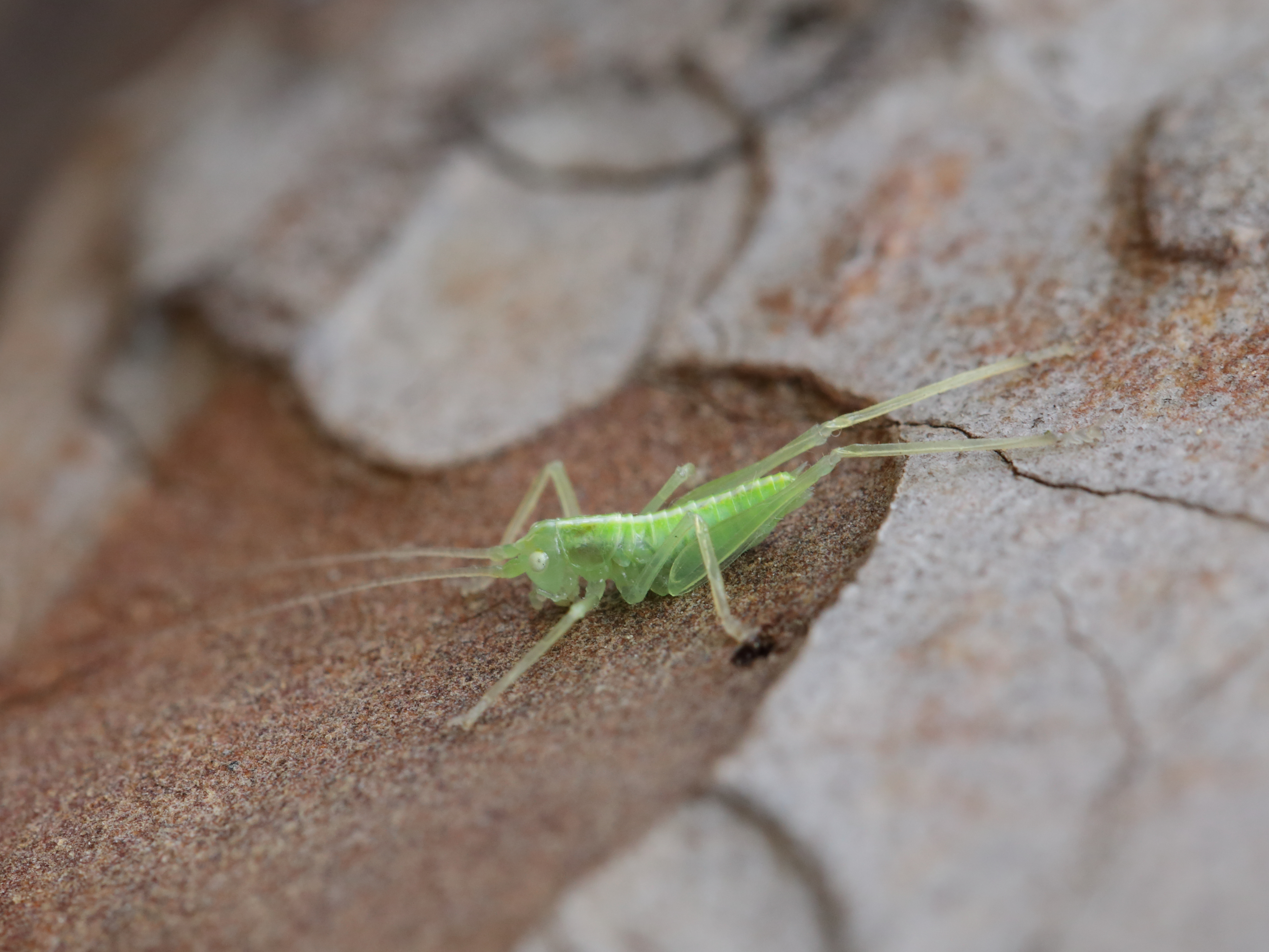
Laubheuschrecke im noch flügellosen Nymphenstadium
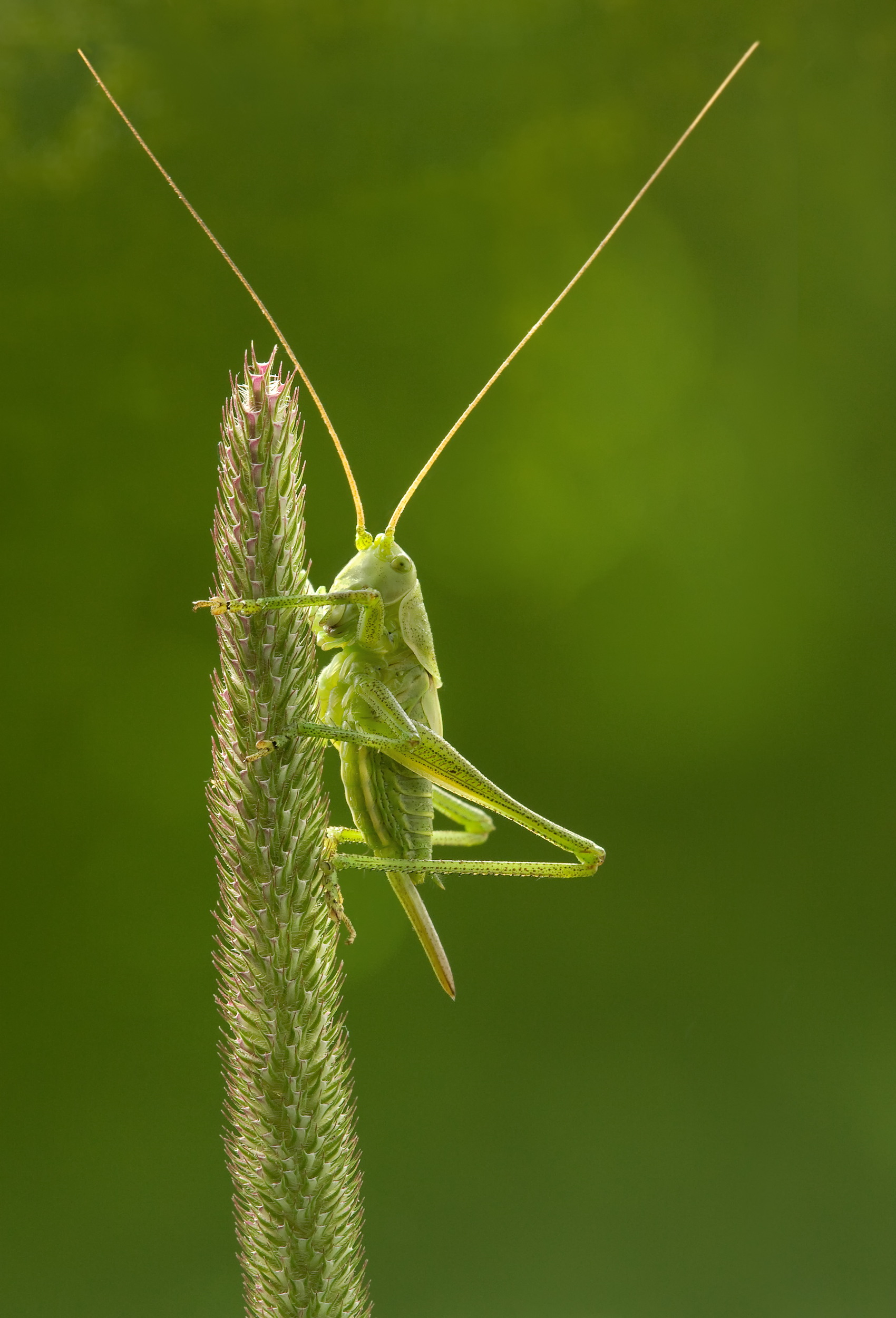
Nymphe mit kurzen Flügeln
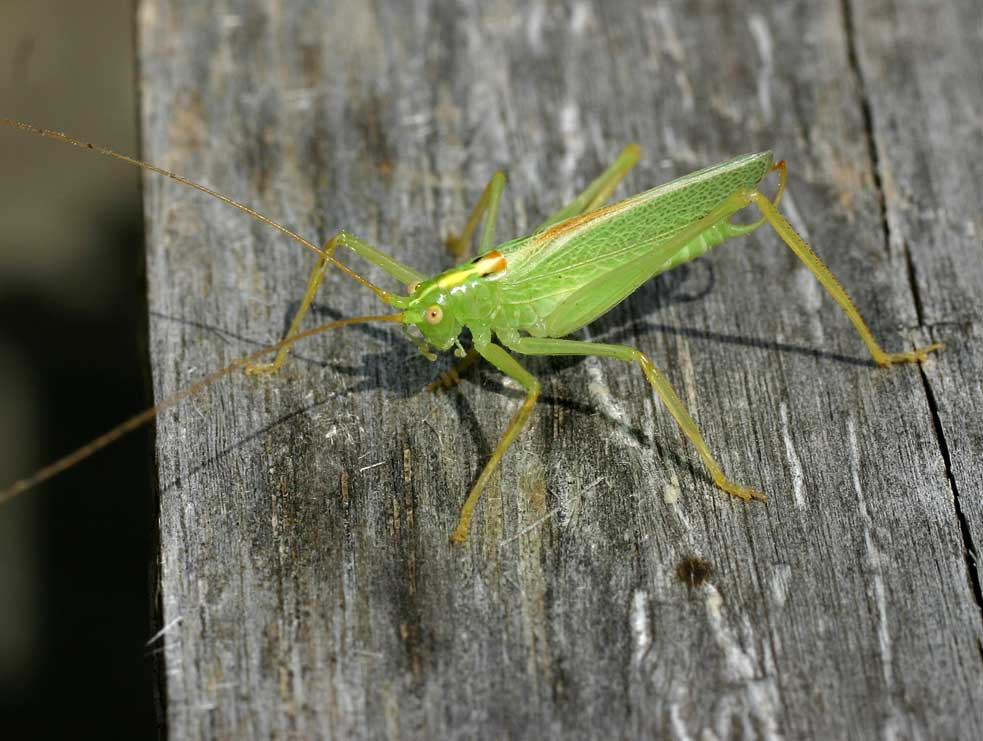
Adulte Laubheuschrecke mit ausgewachsenen Flügeln

### Holometabole Insekten
Bei der vollkommenen Metamorphose (Holometabolie) werden die Typen Homometabolie, Remetabolie, Parametabolie und Allometabolie differenziert. Unter diese Form fallen auch die Schmetterlinge mit ihrem Puppen-Zwischenstadium und dem dabei ablaufenden völligen Umbau der Organe. Bei den holometabolen Insekten wachsen nur die Raupen, die sich mehrfach häuten. Die Imagines sind durch ihren Chitinpanzer auf ihre Größe festgelegt und können nicht wachsen. Bei dem aus der Larve entstehenden Lebewesen handelt es sich in der Regel um ein vollkommen neues Lebewesen. Die ursprüngliche Larve wird durch die eigenen Verdauungssäfte zunächst nahezu vollständig aufgelöst und stirbt so. Diese teilweise Selbstverdauung wird Histolyse genannt. Nur einige Ansammlungen von speziellen, Histioblasten genannten Zellen, die während des Larvenstadiums keine Funktion erfüllten, bleiben von diesem Vorgang verschont und bilden die Anlagen für die neu entstehenden Organe. Wie viel ursprüngliches Gewebe erhalten bleibt, ist von Art zu Art unterschiedlich, aber bei den Schmetterlingen sind es beispielsweise nur wenige Prozent.

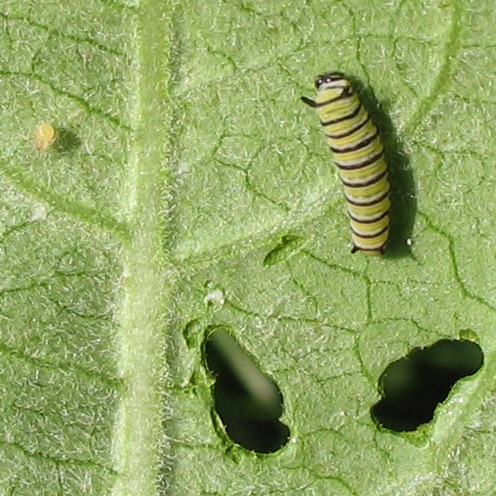
Ei und junge Raupe des Monarchfalters
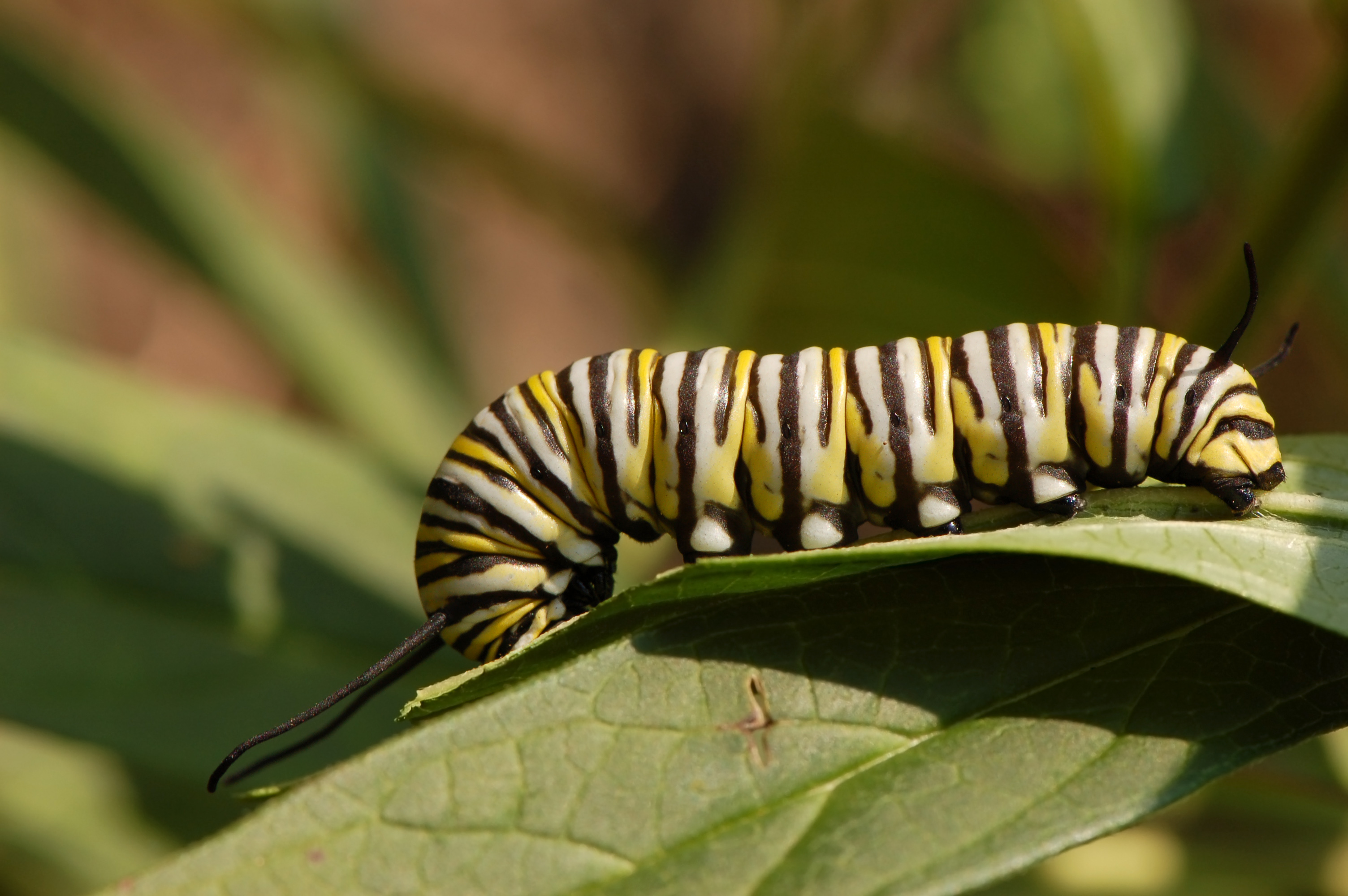
Große Raupe des Monarchfalters
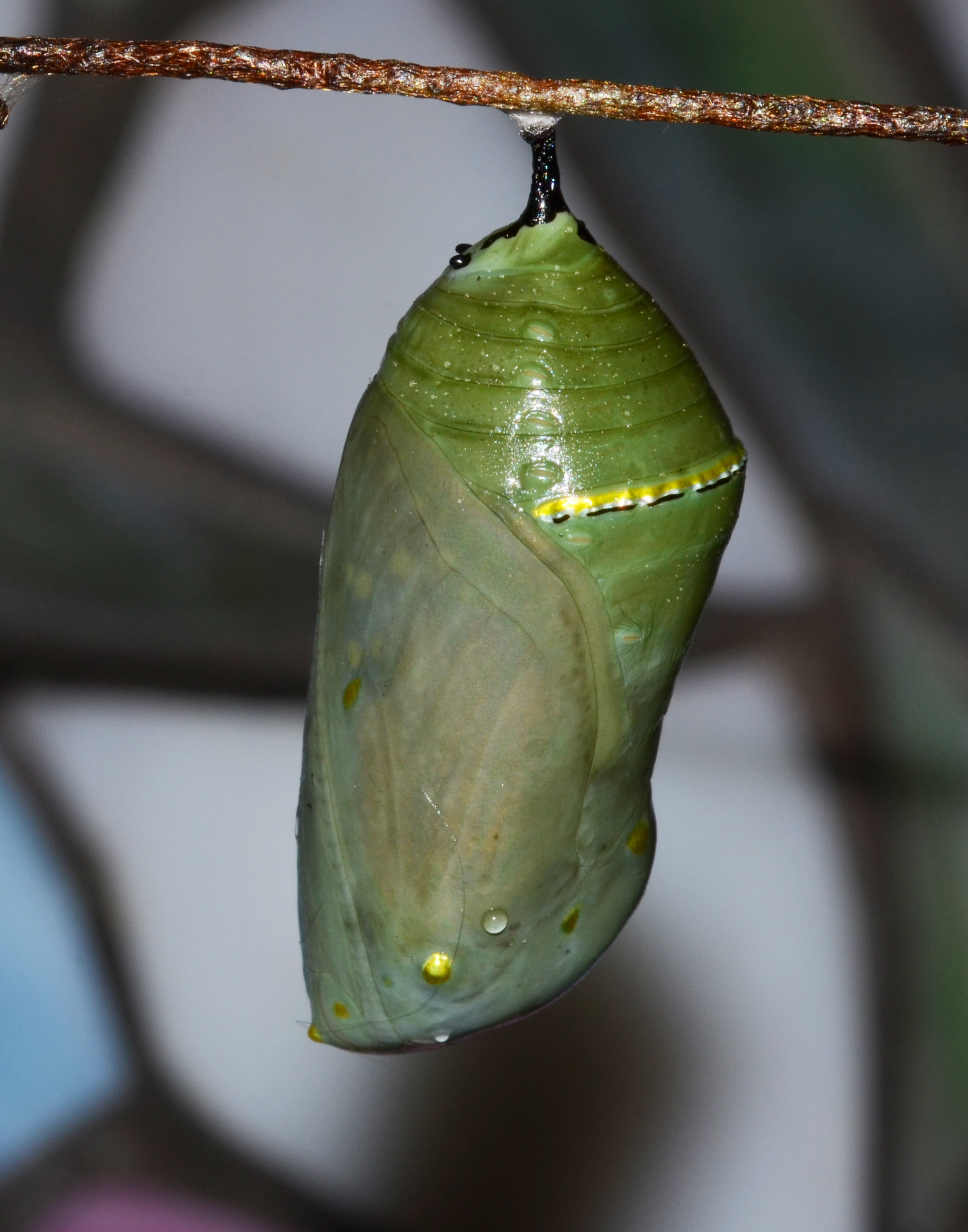
Puppe des Monarchfalters
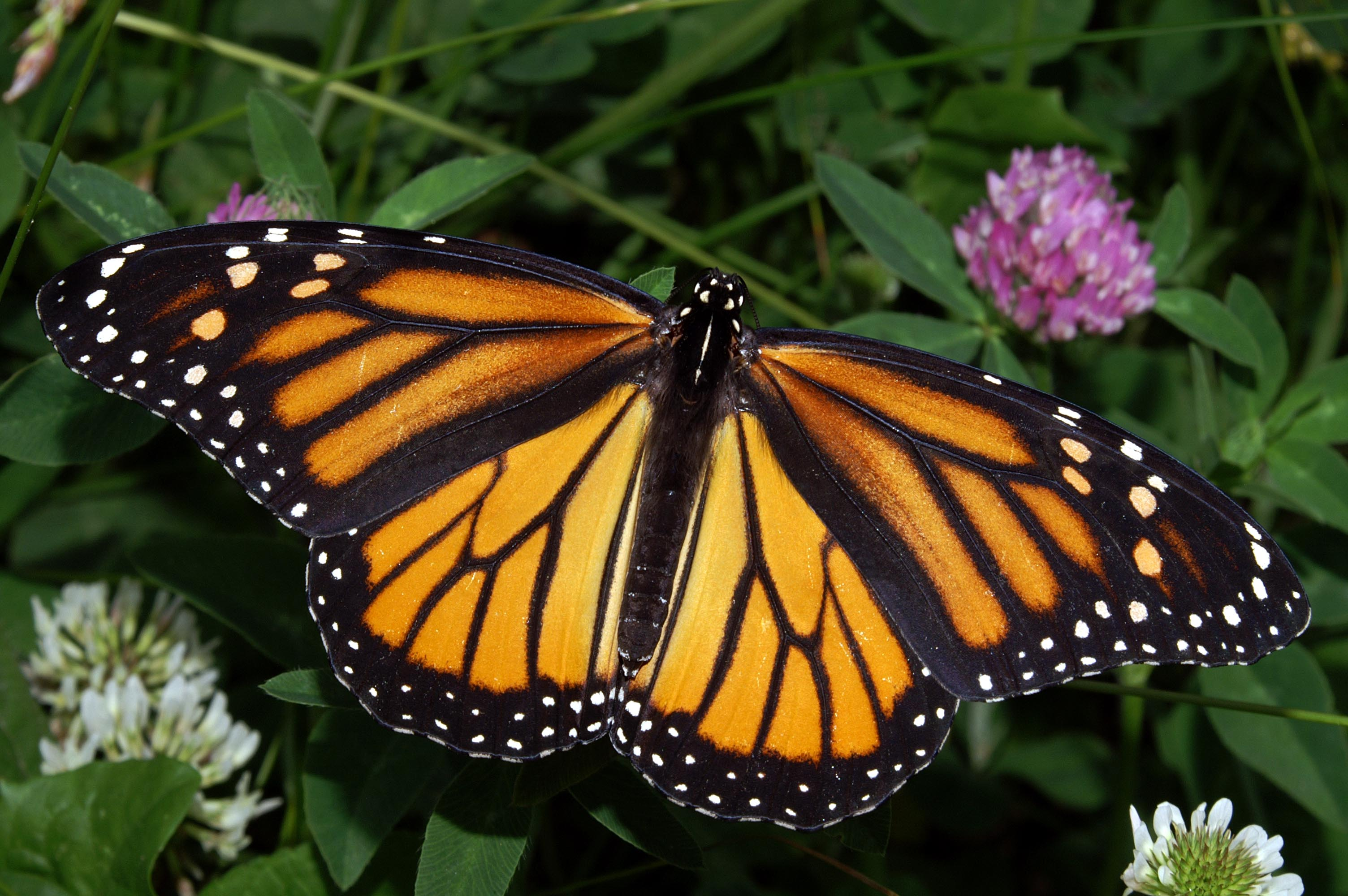
Imago des Monarchfalters

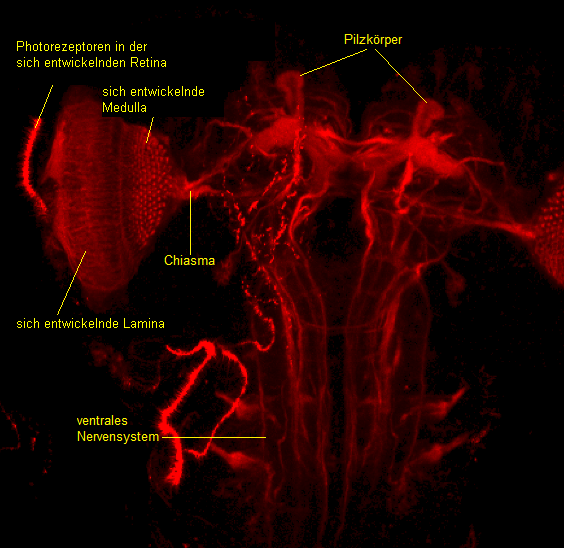
Optisches System während des Larvenstadiums bei Drosophila melanogaster

Auch von parasitären Würmern, z. B. bei Leberegeln, sind komplizierte Verwandlungsprozesse mit mehreren Zwischenstufen bekannt. Bei den umfangreichen Forschungen anhand der Fruchtfliege Drosophila melanogaster ergaben sich interessante Einzelheiten zur Metamorphose der Insekten.

## Der Begriff der Metamorphose in der Naturphilosophie und zuvor
Die Idee von den Metamorphosen war in den Wissenschaften des 18. und 19. Jahrhunderts weit verbreitet, ursprünglich stammte dieser Gedanke von Johann Wolfgang von Goethe, der auch Naturwissenschaftler war und unter anderem die Metamorphose der Pflanzen untersuchte auf der Suche nach der Urpflanze. Der Begriff wurde auch von Carl von Linné (1707–1778) verwendet.
Die Umwandlung von Insekten-Larven zu erwachsenen Tieren als solche war aber längst bekannt, schriftlich beispielsweise festgehalten von Aristoteles (Schmetterlinge). In China war schon seit Jahrtausenden der Seidenbau bekannt; auch aus der Haltung und Nutzung von Honigbienen ergab sich die Kenntnis der Metamorphose. Mit Maria Sibylla Merians Werk Der Raupen wunderbare Verwandelung (Band 1 aus dem Jahr 1679) wurde das Thema schließlich breit wahrgenommen und allgemeines Wissensgut in der Insektenkunde. Francesco Redi hatte kurz zuvor bewiesen, dass sich Fliegen aus Maden entwickeln (1668).